# 立川町 (前橋市)
立川町（たてかわちょう）は、群馬県前橋市の旧町名である。

## 概要
現在の千代田町二丁目、千代田町四丁目の各一部にあたる。1966年（昭和41年）の住居表示の実施により、千代田町二丁目、千代田町三丁目、千代田町四丁目の各一部となった。

## 地理
前橋市の中部に位置していた。

## 歴史
かつての群馬郡前橋板屋町が1868年（明治元年）頃に改称してできた地名である。
1966年（昭和41年）の住居表示の実施に伴う町名変更により、千代田町二丁目、千代田町三丁目、東部が千代田町四丁目の各一部となり消滅した。

## 年表
- 1889年（明治22年） - 立川町を含む30町11大字を合併し東群馬郡前橋町が成立したため、前橋町の町名となる。
- 1892年（明治25年） - 東群馬郡前橋町が市制施行して前橋市となる。その際に前橋市の町名となる。
- 1966年（昭和41年） - 住居表示の実施に伴う町名変更により、西端のごく一部の区域が西部が千代田町二丁目、北部が千代田町三丁目、東部が千代田町四丁目の各一部となり消滅。